# Brittisk humor

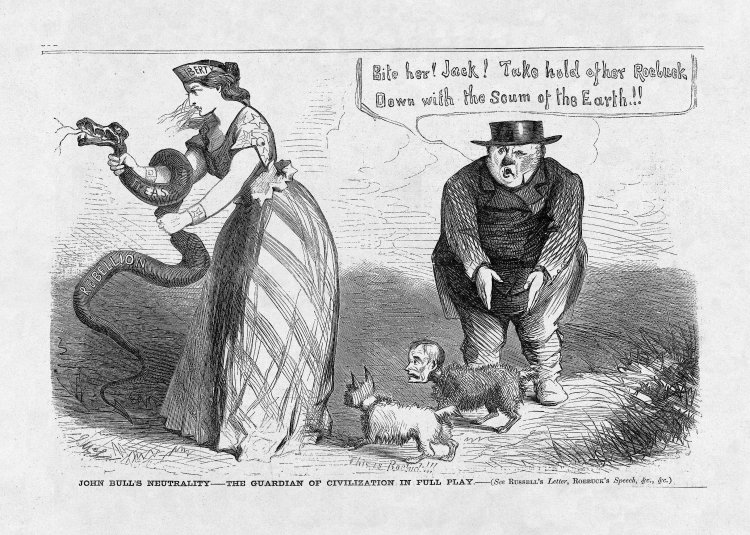
Brittisk skämtteckning från 1862, där John Bulls tveksamhet åskådliggör kungarikets neutralitet i amerikanska inbördeskriget.

Brittisk humor är i sin mest allmänna bemärkelse humor från Storbritannien, eller mer specifikt sådan komik som har typiska brittiska drag. I brittisk humor är det vanligt med situationskomik, ordvitsar, ironi, parodi och politisk satir. Brittisk humor skiljer sig från amerikansk humor, som oftast är grövre och berör tabu-ämnen. Det händer att humorserier spelas in i en brittisk och en amerikansk version; ett exempel är The Office.
Den brittiska humorn har varit berömd ända sedan Shakespeare. Kända sentida utövare är Monty Python, Benny Hill, Rowan Atkinson och Eddie Izzard.

## Historia
I det följande används det engelska språket som utgångspunkt för den brittiska humorns historia. Framväxten av fornengelska, med början på 400-talet, men mer spritt omkring 800-talet, kan sägas utgöra startpunkten. Dess historia följer sedan ungefärligt de brittiska öarnas historia: korstågsperioden, hundraårskriget, Rosornas krig, reformationen, Storbritanniens framväxt, industrialiseringen, Viktorianska tiden, första världskriget, Irlands frigörelse, andra världskriget och avkolonialiseringen. Däremot täcks inte humor under tidigare perioder, till exempel England under romarriket, eller humorn i Storbritanniens kolonier, till exempel Indien, annat än undantagsvis.

### Tidig brittisk humor
Den brittiska humorns tidiga historia är sammanvävd med det litterära arvet från anglosaxisk tid. Här är nationaleposet Beowulf (daterat mellan 700-tal och 1100-tal) ett centralt verk. Forskaren Raymond P. Tripp, jr. har exempelvis hittat flera ordlekar på temat alkohol, medan forskaren E. L. Risden pekar på metaforer mellan å ena sidan kampen mellan Beowulf och monstret Grendels mor, och å andra sidan sexuella undertoner.

### Chaucer

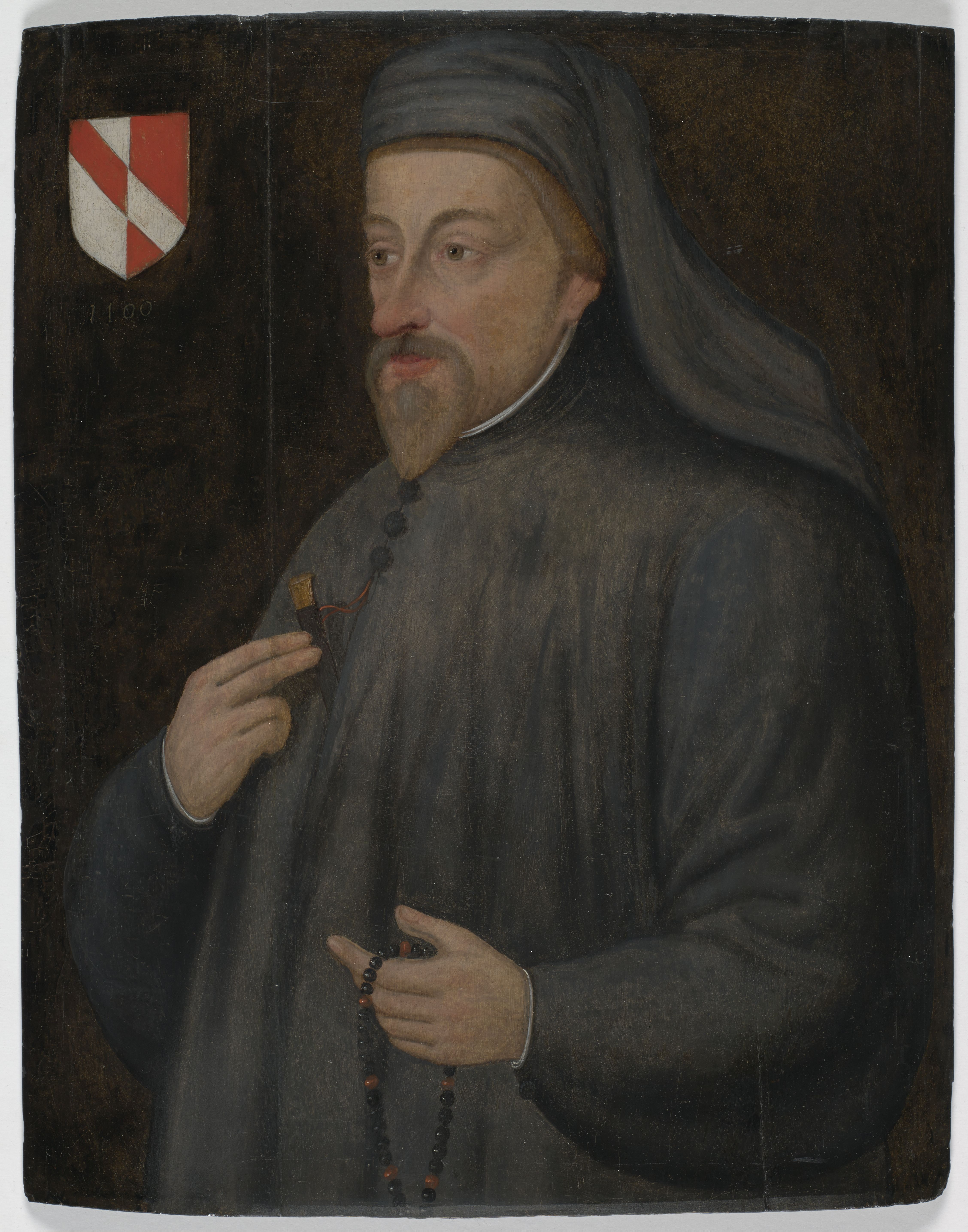
Geoffrey Chaucer på en tavla från 1600-talet.

Geoffrey Chaucers Canterbury Tales (1380-talet) som har en del farsartade berättelser, inspirerade av Giovanni Boccaccios Decamerone.

### Shakespeares komedier
Flera av William Shakespeares pjäser räknas som komedier i betydelsen att de har ett lyckligt slut, vanligtvis genom att ogifta personer gifter sig och en ton och stil som är mer lättsam än hans övriga pjäser, med alltifrån slapstick till snabba dialoger och practical jokes. Dessutom finns där ofta en konflikt mellan förnuft och känsla, det som ibland personifieras med konflikten mellan Apollo och Dionysos. Pjäserna fokuserar oftare på situationer än på rollfigurerna, så att publiken inte binds så nära rollfigurerna att de slutar skratta när rollfigurerna råkar illa ut. Det förekommer ofta ifrågasatta identiteter (såsom förklädnader) och tjänare som är klokare än deras herrefolk, samt flera intriger som vävs ihop med varandra. De tenderar också att utspelas i pastoral miljö. 
De pjäser som brukar räknas som komedier är Slutet gott, allting gott, Som ni behagar, Förvillelser, Cymbeline,  Kärt besvär förgäves, Lika för lika, Köpmannen i Venedig, Muntra fruarna i Windsor, En midsommarnattsdröm, Mycket väsen för ingenting, Perikles, Så tuktas en argbigga, Stormen, Trettondagsafton, Två ungherrar i Verona och En vintersaga. Några av pjäserna räknas som en slags mellanform mellan tragedier och komedier, så kallade problempjäser, till exempel Troilus och Cressida.
Skådespelaren William Kempe (död 1603) tillhörde Shakespeares skådespelartrupp. Han arbetade i samma tradition som clownen Richard Tarlton och specialiserade sig på komiska roller. Han var också den förste som spelade Sir John Falstaff, en roll som har blivit en återkommande komisk figur, även i andras verk. Falstaff är en fet, fåfäng, skrytsam och feg adelsman, som med sin komiska framtoning ändå framstår som sympatisk.

### Jonathan Swift och andra satiriker
Den irländsk-brittiske författaren Jonathan Swift (1667-1745) brukar betraktas som en av världslitteraturens största satiriker. År 1726 utkom romanen Gullivers resor, som är en satir över samtidens sociala förhållanden. En berömd satirisk diskussion därifrån är de olika politiska partierna som argumenterar om vilken ände man börjar äta ett ägg ifrån. Han skrev fräna pamfletter bland annat mot den brittiska irlandspolitiken, såsom Ett anspråkslöst förslag (A Modest Proposal) 1729, där han på ett satiriskt vis föreslog att fattiga irländare skulle sälja sina barn som mat.
Han fick flera efterföljare, bland andra William Hogarth och James Gillray. Hogarth gjorde mestadels sina satirer i form av kopparstick. Gillrays karikatyrer delas in i två delar: de politiska och de sociala. Den politiska bestod av den senare delen av Georg III:s styre. De spreds över hela Europa och hade stor inverkan både i och utanför Storbritannien. De mest framträdande figurerna i dessa teckningar är Charles James Fox, William Pitt d.y., prinsen av Wales, Georg III och dennes gemål Charlotte av Mecklenburg-Strelitz, Burke och Napoleon Bonaparte. 
John Wolcot tog gärna kung Georg III:s besynnerligheter till mål för sin kvickhet (bland annat i The apple-dumplings of a king och The Lousiad, 1785), så att ministrarna sökte, om än förgäves, muta den närgångne skribenten för att bringa honom till tystnad. Dessutom gycklade han med de lärde, med ministrarna, hovpoeterna och de akademiska målarna (Lyric odes to the royal academicians med mera). Wolcotts stil var späckad med lyckat burleska uttryck, men våldsam i personliga anfall, karikerande och ända till oanständighet grov.

### Viktoriansk era

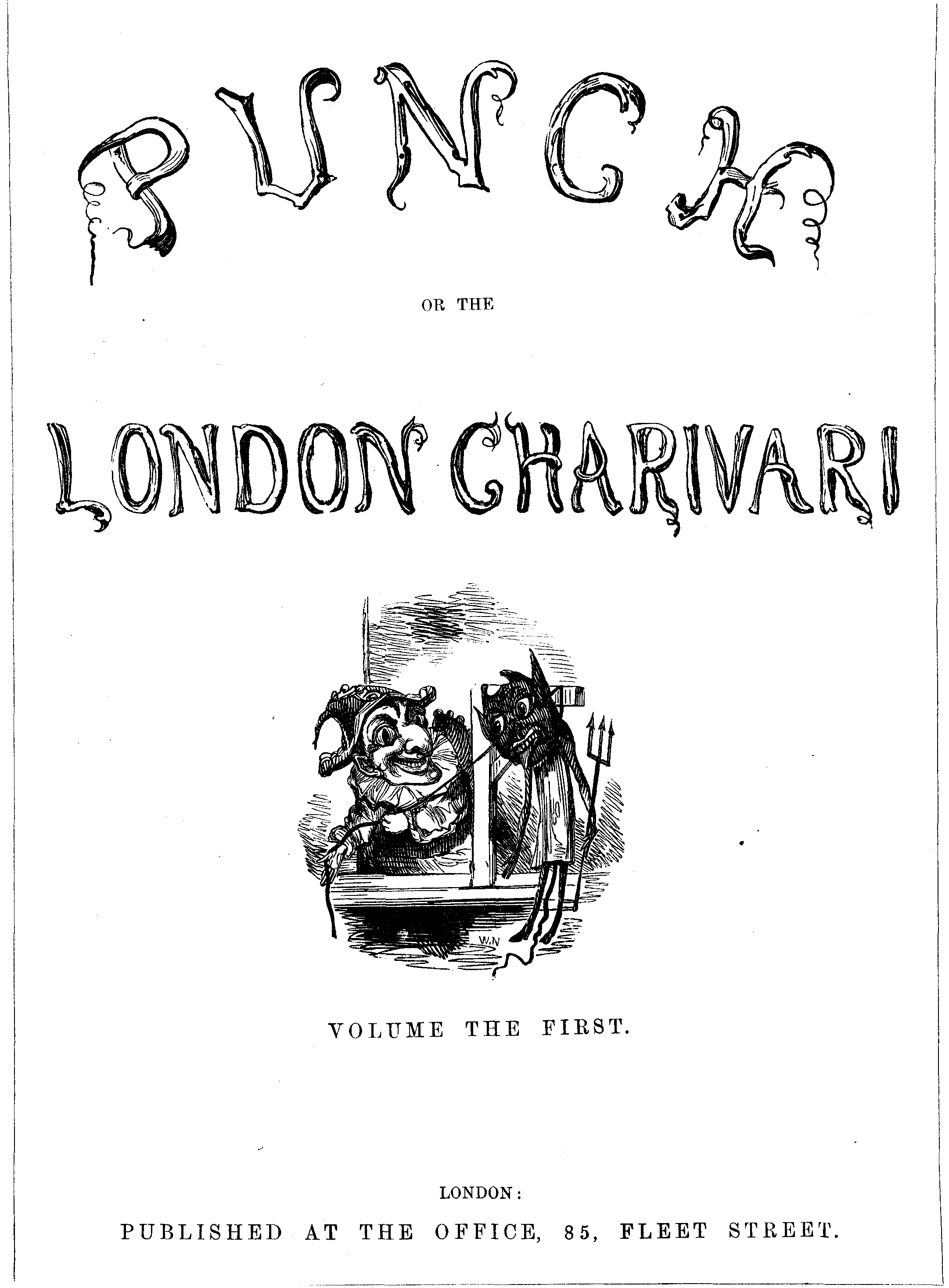
Omslaget till det första numret av Punch.

År 1843, under den viktorianska eran (omkring 1837–1901), kom en lag som förbjöd alkoholservering i samband med teaterföreställningar men tillät den i samband med lättare musikalisk underhållning. Detta ledde till utvecklingen av formen music hall. I samband med det fick burleskteatern ett stort uppsving. Bland inslagen märktes komiker med sexuella anspelningar. 
Under den senare delen av 1800-talet började tidskrifter såsom Punch publiceras. Punch innehåll såväl tecknade serier och artiklar med humoristiskt innehåll. En av tecknarna var John Leech.

### Andra världskriget

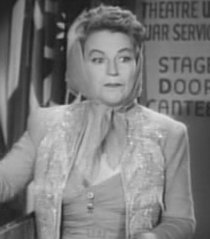
Gracie Fields

Gracie Fields underhöll på music hall-etablissemang redan som 13-åring. Hon blev en av Storbritanniens mest kända artister under 1930-talet, på såväl scen som film, och var också den högst betalda. Med sin pigga oförskräckta personlighet och speciella humor gav hon britterna optimism under depressionsåren. Hon var så populär att vid ett tillfälle ajournerade parlamentet ett möte, så att ledamöterna skulle hinna hem och lyssna på hennes radioprogram.

### The Goons och Peter Sellers

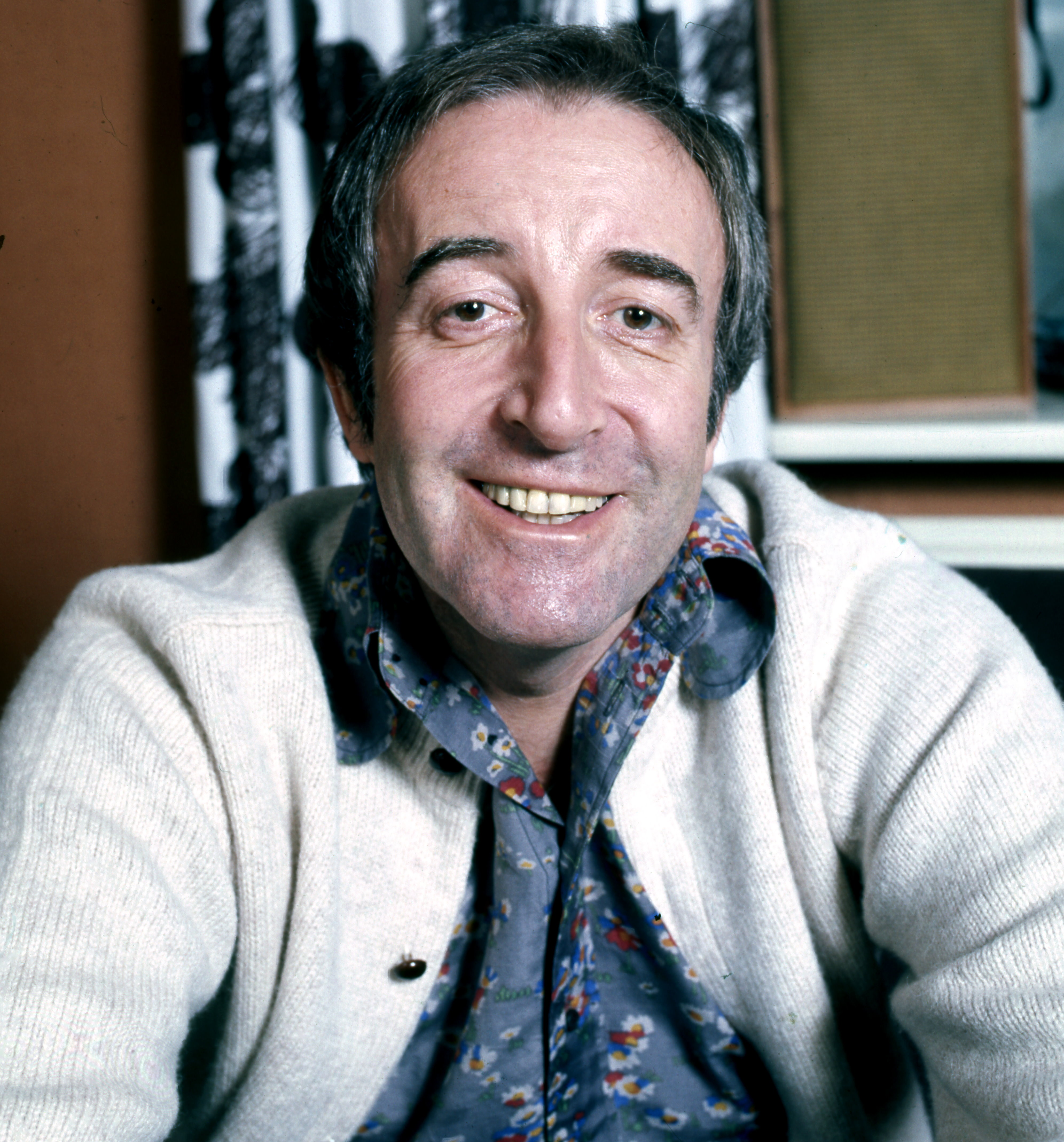
Peter Sellers, cirka 1973.

Under andra världskriget blev irländske komikern/skådespelaren Spike Milligan och walesiske komikern/sångaren Harry Secombe vänner. Strax efter kriget blev Secombe också vän med teaterskådespelaren Peter Sellers. De tre började uppträda på pubar i slutet av 1940-talet under namnet The Goons och spelade in sina pubshower på band, något som gjorde att BBC beställde ett radiokoncept av dem (framför allt eftersom de ville ha ett kontrakt med Sellers, som redan hade gjort ett antal lyckade radioframträdanden). BBC:s stora humorserie vid efterkrigstiden var Take It From Here av Frank Muir och Denis Norden, som var tidiga med att parodiera böcker och filmer, men som var ganska vardagliga. The Goons radioserie The Goon Show hade premiär 1951 och blev snabbt berömd för sin blandning av surrealistisk humor, ordvitsar, återkommande skämt och bisarra ljudeffekter. Showen satiriserade det samtida Storbritannien: politik, polisen, utbildningsväsendet, klassamhället, litteratur och film. Seriens absurdism har senare förts vidare till gruppen Monty Python och ståuppkomiker som Eddie Izzard.
Seriens drivande person var till stora delar Spike Milligan, men efter att han fått återkommande nervsammanbrott, steg andra in som ersättare, inklusive Eric Sykes, Larry Stephens, John Antrobus och Jimmy Grafton. Gruppen gjorde också fem filmer mellan 1951 och 1959, och inspirerade böcker och många andra uttrycksmedel. Den medlem som dock skulle få störst internationell uppmärksamhet var dock röstkonstnären Peter Sellers.
1955 fick Sellers sin första stora filmroll, mot Alec Guinness och Herbert Lom i Ladykillers (som nominerades till en Oscar för bästa manus). Efter flera andra mindre succéer (Världens minsta show 1957, Musen som röt 1959 och I'm All Right Jack 1959 – där Sellers fick en BAFTA) lyckades Sellers återkomma med en Goon Show-film som blev fick Oscar för bästa kortfilm, The Running Jumping & Standing Still Film 1960. Han fortsatte att blanda allvarliga och komiska roller under hela 1960-talet: i Lolita från 1962 i regi av Stanley Kubrick spelade han en knarkande och sadistisk amerikansk pjäsförfattare, medan han året efter gjorde sitt stora genombrott som kommissarie Closeau i komedin Den rosa pantern i regi av Blake Edwards. 1964 arbetade han åter med Kubrick i Dr. Strangelove eller: Hur jag slutade ängslas och lärde mig älska bomben, där han spelade tre roller, och blev nominerad till en Oscar för bästa manliga huvudroll. Sellers fortsatte med flera filmer om kommissarie Closeau mellan 1963 och 1982. Bland hans övriga produktion märks Hej Pussycat 1965, med Peter O'Toole i Woody Allens första film som manusförfattare och skådespelare, Casino Royale 1967, Oh, vilket party (1968) och Välkommen Mr. Chance (för vilken han fick en Oscar för bästa manliga huvudroll 1979). Sellers fick Brittiska imperieorden 1967 och dog 1980 av hjärtproblem. Han har senare jämförts i talang med Charlie Chaplin.

### Monty Python
Monty Python

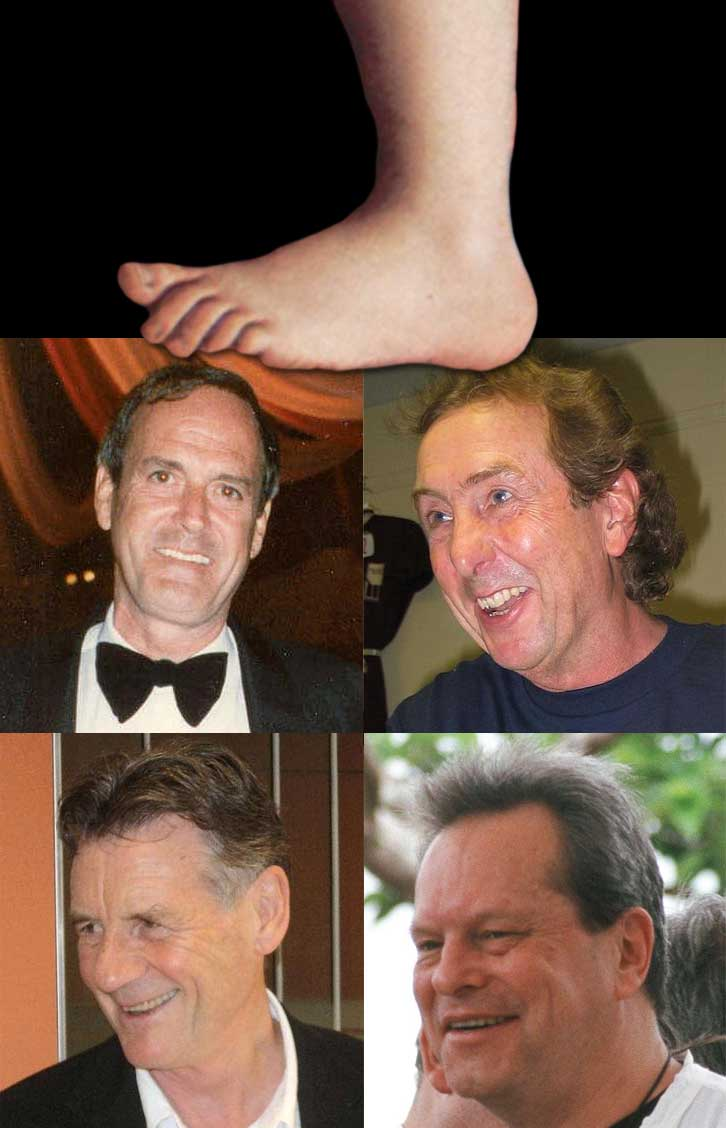
Fyra av Monty Pythons medlemmar, samt den animerade Cupidos fot av Agnolo di Cosimo.

Michael Palin och Terry Jones träffade varandra när de gick på Universitetet i Oxford. John Cleese och Graham Chapman träffades när de studerade vid Universitetet i Cambridge. Eric Idle studerade också vid Cambridge, men hade startat ett år efter de andra två. John Cleese träffade Terry Gilliam i New York under en turné med Cambridge Footlights' revy Cambridge Circus. 
De framtida medlemmarna kom sedan att skriva för och/eller agera i flera TV-serier innan de gick samman för att göra Monty Pythons flygande circus, bland annat The Frost Report (vilket var den första produktion de alla var delaktiga i) och Do Not Adjust Your Set. Den senare gjorde att ITV erbjöd Michael Palin, Terry Jones, Eric Idle och Terry Gilliam en egen TV-serie, medan den förra, tillsammans med annat de gjort, ledde till att John Cleese och Graham Chapman fick ett liknande erbjudande från BBC. John Cleese var dock ovillig att göra ett program med bara två man, och då han hade goda minnen av att samarbeta med Michael Palin erbjöd han honom att arbeta med programmet. ITV-programmet hade ännu inte börjat spelas in, Michael Palin samtyckte, och Eric Idle, Terry Jones och Terry Gilliam följde med.
Serien hade sin premiär på BBC den 5 oktober 1969. Totalt gjordes 45 avsnitt på fyra säsonger med sketcher och animationer av Terry Gilliam. Efter tre säsonger hoppade John Cleese av eftersom han ansåg att de bara gjorde varianter på sådant de redan gjort, men de övriga medlemmarna gjorde en fjärde säsong med bara sex avsnitt 1974. Somliga menar att de var för komedin vad Beatles var för musiken. Ett genomgående drag i många av gruppens sketcher var att de saknade punch line, en avslutande poäng. I stället gick en sketch ofta bara över i en annan. Det hela utvecklades från en TV-serie till ett fenomen med stor påverkan på samtiden; det blev flera scenshower och turnéer, fem filmer (Livet é python, Monty Pythons galna värld, Ett herrans liv, Monty Python i Hollywood och Meningen med livet ), talrika album, åtskilliga böcker och en spin-off-musikal.

### Douglas Adams

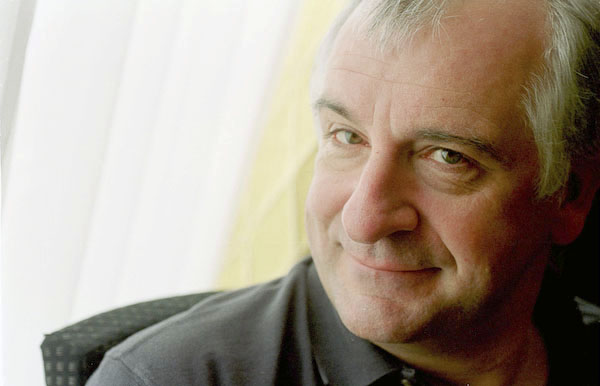
Douglas Adams.

Douglas Adams försökte slå sig in i TV- och radiobranschen från mitten av 1970-talet, och blev upptäckt av Monty Python-medlemmen Graham Chapman, vilket ledde till att Adams var en av de få utanför Monty Python-gruppen som fick med en sketch i Monty Pythons flygande cirkus (avsnitt 45). Efteråt lyckades han bidra till flera av BBC:s sketchprogram på radio. 1977 ombads Adams att presentera en idé till en science fiction/komedi-radioserie. Hans förslag handlade om den siste överlevande efter att jorden förstörts, som tvingas att lifta omkring tillsammans med en reseskribent för Liftarens guide till galaxen. Radioserien blev mycket populär och 1979 kom den första i vad som skulle bli en serie av fem böcker, Liftarens guide till galaxen (den sista publicerades 1992). Böckernas absurda och filosofiska innehåll gjorde Adams till en inflytelserik författare, med talet 42 som svaret på frågan om Livet, universum och allting, och babelfiskar som två av de koncept som fått störst spridning. Liftarens guide till galaxen filmades 2005, men finns även som TV-serie, och flera sorters datorspel. Handduksdagen är en internationell inofficiell högtid som inspirerats av Liftarens guide till galaxen.
Bland Adams vidare verk finns två böcker om den holistiske detektiven Dirk Gently, Varför finns Vetil? (The Meaning of Liff, tillsammans med John Lloyd) och Sista chansen.

### Spitting Image
Spitting Image var en satirserie som sändes på ITV i 141 avsnitt från 1984 till 1996. Serien nominerades till 10 BAFTA Awards, men vann bara en (för klippning) 1989.
Serien byggde på dock-karikatyrer av dåtidens kända personer, såsom brittiska statsministern Margaret Thatcher, den amerikanske presidenten Ronald Reagan och den brittiska kungafamiljen. Spitting Image utvecklades av illustratörerna Peter Fluck och Roger Law, som inte hade tidigare erfarenhet av TV, men fick hjälp av Tony Hendra från National Lampoon, John Lloyd från Inte aktuellt, samt Rob Grant och Doug Naylor. Från seriens början var det en variant av kasperteater-traditionen, men efter hand utvecklades serien till allt mer underfundig och vass satir, särskilt om Thatchers efterföljare John Major.